# Rowland Henry Towell
Rowland Henry Towell, britanski general, * 1891, † 1973.